# Thai League Cup 2015
Der Thai League Cup 2015 war die sechste Saison in der zweiten Ära eines Fußballwettbewerbs in Thailand. Das Turnier wurde von Toyota gesponsert und war daher auch als Toyota League Cup (thailändisch โตโยต้า ลีกคัพ) bekannt.  Das Turnier begann mit der ersten Qualifikationsrunde am 31. Januar 2015 und endete mit dem Finale am 21. November 2015.
Das Preisgeld für den Sieger soll rund 5 Millionen Baht betragen, der Zweitplatzierte wird rund 1 Million Baht erhalten. Das fairste Team erhielt einen Toyota Hilux Vigo, der wertvollster Spieler erhielt einen Toyota Camry Hybrid.

## Termine
| Runde                  | Datum                                         |
| ---------------------- | --------------------------------------------- |
| 1. Qualifikationsrunde | 31. Januar 2015, 1. Februar 2015              |
| 2. Qualifikationsrunde | 4., 7., 8., 9., 10., 14. and 15. Februar 2015 |
| Play-off-Qualifikation | 7. Februar 2015                               |
| 1. Runde               | 17., 18., 19. April 2015                      |
| 2. Runde               | 1. Juli 2015                                  |
| Achtelfinale           | 22. Juli 2015                                 |
| Viertelfinale          | 5. August 2015 16. September 2015             |
| Halbfinale             | 30. September 2015 21. Oktober 2015           |
| Finale                 | 21. November 2015                             |

## Spiele

### 1. Qualifikationsrunde

#### Northern Region
| Datum                        |                       | Ergebnis              |                 |
| ---------------------------- | --------------------- | --------------------- | --------------- |
| 31. Januar 2015 um 18:00 Uhr | Phrae United FC       | 0:0 n. V. (5:4 i. E.) | Phitsanulok TSY |
| 1. Februar 2015 um 16:00 Uhr | Singburi Bangrajun FC | 1:0                   | Nan FC          |
| 1. Februar 2015 um 17:00 Uhr | Tak City FC           | 2:1                   | Nakhon Sawan FC |

#### North Eastern Region
| Datum                        |                     | Ergebnis |                 |
| ---------------------------- | ------------------- | -------- | --------------- |
| 31. Januar 2015 um 16:00 Uhr | Nongbua Pitchaya FC | 2:1      | Khon Kaen FC    |
| 31. Januar 2015 um 17:00 Uhr | Nong Khai FT        | 1:2      | Udon Thani FC   |
| 31. Januar 2015 um 18:00 Uhr | Roi Et United FC    | 1:0      | Mahasarakham FC |

#### Central & Eastern Region
| Datum                        |                          | Ergebnis |                        |
| ---------------------------- | ------------------------ | -------- | ---------------------- |
| 31. Januar 2015 um 15:00 Uhr | Nakhon Nayok FC          | 1:0      | Royal Thai Fleet FC    |
| 31. Januar 2015 um 15:30 Uhr | Taweewattana Sriracha FC | 1:3      | Chachoengsao Hi-Tek FC |
| 1. Februar 2015 um 15:30 Uhr | Samut Prakan FC          | 0:1      | Rayong FC              |

#### Central & Western Region
| Datum                        |                              | Ergebnis              |                         |
| ---------------------------- | ---------------------------- | --------------------- | ----------------------- |
| 31. Januar 2015 um 15:30 Uhr | Hua Hin City FC              | 1:0                   | Nonthaburi FC           |
| 31. Januar 2015 um 15:30 Uhr | Simork FC                    | 1:2                   | PTU Pathum Thani Seeker |
| 1. Februar 2015 um 15:30 Uhr | Ratchaphruek Muengnon United | 3:2                   | Thonburi City FC        |
| 1. Februar 2015 um 18:00 Uhr | Looktabfah Pathumthani       | 0:0 n. V. (4:2 i. E.) | Globlex TWD             |

#### Bangkok & Field Region
| Datum                        |                      | Ergebnis              |                              |
| ---------------------------- | -------------------- | --------------------- | ---------------------------- |
| 31. Januar 2015 um 15:30 Uhr | Kasetsart University | 1:2                   | Dome FC                      |
| 31. Januar 2015 um 15:30 Uhr | Pluakdaeng United FC | 1:1 n. V. (6:5 i. E.) | Kasem Bundit University FC   |
| 1. Februar 2015 um 18:00 Uhr | Customs United       | 2:1                   | Bangkok Christian College FC |

#### Southern Region
| Datum                        |                    | Ergebnis  |                  |
| ---------------------------- | ------------------ | --------- | ---------------- |
| 31. Januar 2015 um 16:00 Uhr | Trang FC           | 2:1       | Ranong United FC |
| 31. Januar 2015 um 16:00 Uhr | Nakhon Si Heritage | 0:1 n. V. | Nara United FC   |

### 2. Qualifikationsrunde

#### Northern Region
| Datum                        |                       | Ergebnis              |                  |
| ---------------------------- | --------------------- | --------------------- | ---------------- |
| 7. Februar 2015 um 17:00 Uhr | Tak City FC           | 0:0 n. V. (3:4 i. E.) | Kamphaengphet FC |
| 7. Februar 2015 um 18:00 Uhr | Chiangrai City FC     | 2:1 n. V.             | Lopburi City FC  |
| 8. Februar 2015 um 16:00 Uhr | Singburi Bangrajun FC | 1:0                   | Phetchabun FC    |
| 8. Februar 2015 um 18:00 Uhr | Phrae United FC       | 1:0                   | Uttaradit FC     |
| 8. Februar 2015 um 18:00 Uhr | Lamphun Warrior FC    | 2:1 n. V.             | Phayao FC        |

#### North Eastern Region
| Datum                         |                     | Ergebnis |                     |
| ----------------------------- | ------------------- | -------- | ------------------- |
| 7. Februar 2015 um 18:00 Uhr  | Udon Thani FC       | 1:2      | Loei City FC        |
| 7. Februar 2015 um 18:00 Uhr  | Roi Et United FC    | 0:3      | Khon Kaen United FC |
| 8. Februar 2015 um 17:00 Uhr  | Nongbua Pitchaya FC | 0:1      | Ubon UMT United     |
| 10. Februar 2015 um 18:00 Uhr | Surin City FC       | 2:0      | Sakon Nakhon FC     |

#### Central & Eastern Region
| Datum                        |                        | Ergebnis |                  |
| ---------------------------- | ---------------------- | -------- | ---------------- |
| 4. Februar 2015 um 16:00 Uhr | Kaeng Khoi TRU         | 3:5      | Phanthong FC     |
| 7. Februar 2015 um 15:30 Uhr | Pathum Thani United FC | 1:2      | Kabin United FC  |
| 7. Februar 2015 um 18:00 Uhr | Chachoengsao Hi-Tek FC | 5:2      | Chanthaburi FC   |
| 8. Februar 2015 um 15:30 Uhr | Nakhon Nayok FC        | 0:1      | Sakaeo FC        |
| 8. Februar 2015 um 18:00 Uhr | Rayong FC              | 2:1      | Maptaphut Marine |

#### Central & Western Region
| Datum                        |                              | Ergebnis  |                   |
| ---------------------------- | ---------------------------- | --------- | ----------------- |
| 7. Februar 2015 um 15:30 Uhr | Hua Hin City FC              | 2:1 n. V. | Krung Thonburi FC |
| 7. Februar 2015 um 15:30 Uhr | Ratchaphruek Muengnon United | 1:0       | Samut Sakhon FC   |
| 7. Februar 2015 um 18:00 Uhr | Looktabfah Pathumthani       | 1:0 n. V. | JW-Police FC      |
| 8. Februar 2015 um 15:30 Uhr | PTU Pathum Thani Seeker      | 2:1       | Phetchaburi FC    |

#### Bangkok & Field Region
| Datum                        |                      | Ergebnis              |                           |
| ---------------------------- | -------------------- | --------------------- | ------------------------- |
| 7. Februar 2015 um 18:00 Uhr | Customs United       | 1:0                   | Rangsit                   |
| 8. Februar 2015 um 15:30 Uhr | Pluakdaeng United FC | 2:4                   | Royal Thai Army FC        |
| 9. Februar 2015 um 18:00 Uhr | Dome FC              | 1:1 n. V. (5:3 i. E.) | Ratchaburi Mitraphol RBAC |

#### Southern Region
| Datum                         |                | Ergebnis |                |
| ----------------------------- | -------------- | -------- | -------------- |
| 14. Februar 2015 um 16:00 Uhr | Trang FC       | 2:1      | Yala United FC |
| 15. Februar 2015 um 16:30 Uhr | Nara United FC | 0:1      | Phang Nga FC   |
| 15. Februar 2015 um 16:30 Uhr | Surat Thani FC | 0:2      | Pattani FC     |

### Play-off Qualifikation
| Datum                        |            | Ergebnis              |                       |
| ---------------------------- | ---------- | --------------------- | --------------------- |
| 7. Februar 2015 um 17:30 Uhr | Kalasin FC | 3:3 n. V. (5:7 i. E.) | Raj-Pracha FC         |
| 7. Februar 2015 um 18:00 Uhr | Lampang FC | 2:0                   | Prachinburi United FC |

### 1. Runde
| Datum                       |                              | Ergebnis              |                              |
| --------------------------- | ---------------------------- | --------------------- | ---------------------------- |
| 17. April 2015 um 19:00 Uhr | Royal Thai Army FC           | 0:1                   | Buriram United               |
| 18. April 2015 um 16:00 Uhr | Raj-Pracha FC                | 0:2                   | Bangkok United               |
| 18. April 2015 um 17:00 Uhr | Sakaeo FC                    | 1:2                   | Bangkok Glass                |
| 18. April 2015 um 17:00 Uhr | Phang Nga FC                 | 0:2                   | Krabi FC                     |
| 18. April 2015 um 18:00 Uhr | Chiangrai City FC            | 1:3 n. V.             | Osotspa M150                 |
| 18. April 2015 um 18:00 Uhr | Phichit FC                   | 0:3                   | BEC Tero Sasana FC           |
| 18. April 2015 um 18:00 Uhr | Rayong FC                    | 2:3                   | Ratchaburi Mitr Phol         |
| 18. April 2015 um 18:00 Uhr | Air Force Central            | 1:2                   | Royal Thai Navy              |
| 18. April 2015 um 18:00 Uhr | Khon Kaen United FC          | 3:1                   | Chainat Hornbill FC          |
| 18. April 2015 um 18:00 Uhr | Pattaya United               | 3:2                   | Chiangrai United             |
| 18. April 2015 um 18:00 Uhr | Lamphun Warrior FC           | 1:0                   | PTT Rayong FC                |
| 18. April 2015 um 18:00 Uhr | Songkhla United FC           | 1:4                   | Muangthong United            |
| 18. April 2015 um 18:00 Uhr | Lampang FC                   | 2:0                   | Phuket FC                    |
| 18. April 2015 um 18:00 Uhr | Trang FC                     | 0:2                   | PT Prachuap FC               |
| 18. April 2015 um 18:00 Uhr | Chachoengsao Hi-Tek FC       | 1:4 n. V.             | Nakhon Ratchasima FC         |
| 18. April 2015 um 18:30 Uhr | Chonburi FC                  | 2:0                   | Ratchaphruek Muengnon United |
| 19. April 2015 um 15:30 Uhr | Loei City FC                 | 1:0                   | Bangkok FC                   |
| 19. April 2015 um 16:00 Uhr | PTU Pathum Thani Seeker      | 3:2                   | Chiangmai FC                 |
| 19. April 2015 um 16:00 Uhr | Looktabfah Pathumthani       | 1:1 n. V. (5:6 i. E.) | BBCU FC                      |
| 19. April 2015 um 16:00 Uhr | Dome FC                      | 2:1                   | Samut Songkhram BTU          |
| 19. April 2015 um 16:30 Uhr | Pattani FC                   | 1:2 n. V.             | Suphanburi FC                |
| 19. April 2015 um 17:00 Uhr | Phanthong FC                 | 2:3 n. V.             | Angthong FC                  |
| 19. April 2015 um 17:15 Uhr | Singburi Bangrajun FC        | 2:1 n. V.             | TOT SC                       |
| 19. April 2015 um 18:00 Uhr | Thai Port                    | 6:0                   | Kabin United FC              |
| 19. April 2015 um 18:00 Uhr | Kamphaengphet FC             | 0:1 n. V.             | Thai Honda Ladkrabang        |
| 19. April 2015 um 18:00 Uhr | Thailand Tobacco Monopoly FC | 1:2                   | Police United                |
| 19. April 2015 um 18:00 Uhr | Surin City FC                | 1:3 n. V.             | Gulf Saraburi FC             |
| 19. April 2015 um 18:00 Uhr | Sukhothai FC                 | 1:5                   | Army United                  |
| 19. April 2015 um 18:00 Uhr | Ubon UMT United              | 1:2                   | Sisaket FC                   |
| 19. April 2015 um 18:00 Uhr | Phrae United FC              | 2:1 n. V.             | Nakhon Pathom United FC      |
| 19. April 2015              | Customs United               | ?:?                   | Trat FC                      |

### 2. Runde
| Datum                     |                           | Ergebnis             |                      |
| ------------------------- | ------------------------- | -------------------- | -------------------- |
| 1. Juli 2015              | Loei City FC              |                      | Gulf Saraburi FC     |
| 1. Juli 2015 um 16:00 Uhr | Pathumthani University FC | 0:4                  | Chonburi FC          |
| 1. Juli 2015 um 18:00 Uhr | Singburi Bangrajun FC     | 0:2                  | Sisaket FC           |
| 1. Juli 2015 um 18:00 Uhr | BBCU FC                   | 1:3                  | Bangkok Glass        |
| 1. Juli 2015 um 18:00 Uhr | Dome FC                   | 0:2                  | Ayutthaya FC         |
| 1. Juli 2015 um 18:00 Uhr | Pattaya United            | 2:1                  | Thai Port            |
| 1. Juli 2015 um 18:00 Uhr | Thai Honda Ladkrabang     | 2:4 n. V.            | Army United          |
| 1. Juli 2015 um 18:00 Uhr | Lampang FC                | 0:2                  | Nakhon Ratchasima FC |
| 1. Juli 2015 um 18:00 Uhr | Phrae United FC           | 3:2 n. V.            | Suphanburi FC        |
| 1. Juli 2015 um 18:00 Uhr | Khon Kaen United FC       | 0:0 n. V. 5:4 i. E.) | Osotspa M150         |
| 1. Juli 2015 um 18:00 Uhr | PT Prachuap FC            | 0:1                  | Royal Thai Navy FC   |
| 1. Juli 2015 um 18:00 Uhr | Customs United            | 1:2                  | BEC Tero Sasana FC   |
| 1. Juli 2015 um 18:00 Uhr | Police United             | 2:0                  | Muangthong United    |
| 1. Juli 2015 um 18:00 Uhr | Krabi FC                  | 1:2                  | Ratchaburi Mitr Phol |
| 1. Juli 2015 um 19:00 Uhr | Lamphun Warrior FC        | 2:1                  | Bangkok United       |
| 1. Juli 2015 um 19:00 Uhr | Angthong FC               | 0:4                  | Buriram United       |

### Achtelfinale
| Datum                      |                     | Ergebnis              |                      |
| -------------------------- | ------------------- | --------------------- | -------------------- |
| 22. Juli 2015 um 15:30 Uhr | Loei City FC        | 2:3                   | Sisaket FC           |
| 22. Juli 2015 um 18:00 Uhr | Police United       | 3:2 n. V.             | Ratchaburi Mitr Phol |
| 22. Juli 2015 um 18:00 Uhr | Khon Kaen United FC | 2:0                   | Nakhon Ratchasima FC |
| 22. Juli 2015 um 18:00 Uhr | Phrae United FC     | 3:0                   | Royal Thai Navy      |
| 22. Juli 2015 um 19:00 Uhr | Bangkok Glass       | 0:0 n. V. (2:4 i. E.) | Buriram United       |
| 22. Juli 2015 um 19:00 Uhr | Ayutthaya FC        | 0:1 n. V.             | Army United          |
| 22. Juli 2015 um 19:00 Uhr | Lamphun Warrior FC  | 1:1 n. V. (4:2 i. E.) | BEC Tero Sasana FC   |
| 22. Juli 2015 um 15:00 Uhr | Pattaya United      | 3:1                   | Chonburi FC          |

### Viertelfinale
| Datum                           |                 | Ergebnis |                 |
| ------------------------------- | --------------- | -------- | --------------- |
| 5. August 2015 um 18:00 Uhr     | Phrae United FC | 0:3      | Police United   |
| 16. September 2015 um 18:00 Uhr | Police United   | 2:1      | Phrae United FC |
| Gesamt:                         | Phrae United FC | 1:5      | Police United   |

| Datum                           |                     | Ergebnis |                     |
| ------------------------------- | ------------------- | -------- | ------------------- |
| 5. August 2015 um 18:00 Uhr     | Khon Kaen United FC | 0:2      | Army United         |
| 16. September 2015 um 19:00 Uhr | Army United         | 3:0      | Khon Kaen United FC |
| Gesamt:                         | Khon Kaen United FC | 0:5      | Army United         |

| Datum                           |                | Ergebnis |                |
| ------------------------------- | -------------- | -------- | -------------- |
| 5. August 2015 um 19:00 Uhr     | Pattaya United | 1:3      | Sisaket FC     |
| 16. September 2015 um 18:00 Uhr | Sisaket FC     | 4:3      | Pattaya United |
| Gesamt:                         | Pattaya United | 4:7      | Sisaket FC     |

| Datum                           |                    | Ergebnis |                    |
| ------------------------------- | ------------------ | -------- | ------------------ |
| 5. August 2015 um 19:00 Uhr     | Lamphun Warrior FC | 0:0      | Buriram United     |
| 16. September 2015 um 18:00 Uhr | Buriram United     | 7:1      | Lamphun Warrior FC |
| Gesamt:                         | Lamphun Warrior FC | 1:7      | Buriram United     |

### Halbfinale
| Datum                           |                | Ergebnis |                |
| ------------------------------- | -------------- | -------- | -------------- |
| 30. September 2015 um 18:00 Uhr | Buriram United | 3:2      | Army United    |
| 21. Oktober 2015 um 19:00 Uhr   | Army United    | 2:2      | Buriram United |
| Gesamt:                         | Buriram United | 5:4      | Army United    |

| Datum                           |               | Ergebnis |               |
| ------------------------------- | ------------- | -------- | ------------- |
| 21. Oktober 2015 um 18:00 Uhr   | Sisaket FC    | 0:0      | Police United |
| 30. September 2015 um 19:00 Uhr | Police United | 0:1      | Sisaket FC    |
| Gesamt:                         | Sisaket FC    | 1:0      | Police United |

### Finale
| Datum                          |            | Ergebnis |                |
| ------------------------------ | ---------- | -------- | -------------- |
| 21. November 2015 um 18:00 Uhr | Sisaket FC | 0:1      | Buriram United |

#### Spielstatistik
| Paarung        | Sisaket FC – Buriram United |
| Ergebnis       | 0:1 (0:1) |
| Datum          | 21. November 2015 um 19:00 Uhr |
| Stadion        | Suphachalasai Stadium, Bangkok |
| Schiedsrichter | Alongkorn |
| Tore           | 0:1 Go Seul-ki (18.) |
| Sisaket FC     | Narong Wongthongkam – Tossapohn Khamengkij (69. Nuttawut Khamrin), Ljuben Nikolow, Theerachai Ngamcharoen, Ekkapan Jandakorn – Jakkapong Somboon (81. Jirawat Daokhao), Kabfah Boonmatoon, Victor Amaro – Adefolarin Durosinmi, Tatree Seeha (46. Mohsen Bayatinia), Kittipong Wongma Cheftrainer: Chalermwoot Sa-ngapol |
| Buriram United | Siwarak Tedsungnoen – Theerathon Bunmathan, Andrés Túñez, Koravit Namwiset, Suree Sukha – Go Seul-ki, Suchao Nuchnum , Jakkaphan Kaewprom, Anawin Jujeen, Jandson (86. Narubadin Weerawatnodom), Sittichok Kannoo (78. Prakit Deeprom) Cheftrainer: Alexandre Gama ( Brasilien)                                          |
| Gelbe Karten   | Kittipong Wongma (59.), Adefolarin Durosinmi (90.+4') – Jakkaphan Kaewprom (45.+1'), Koravit Namwiset (64.), Jandson (87.), Suchao Nutnum (87.) |

#### Auswechselspieler
| Auswechselspieler | Auswechselspieler |
| --- | --- |
| Sisaket FC | Buriram United |
| - Pusit Pongsura - Sakda Fai-in - Anucha Suksai - Nuttawut Khamrin (69.) ▲ - Somsak Wongyai - Jirawat Daokhao (81.) ▲ - Tadpong Lar-tham - Mohsen Bayatinia (46.) ▲ | - Nopphon Lakhonphon - Niwat Buttakoon - Narubadin Weerawatnodom (86.) ▲ - Chitipat Tanklang - Nukoolkit Krutyai - Surat Sukha - Prakit Deeprom (78.) ▲ - Chaowat Veerachat |